# 細胞外高分子物質

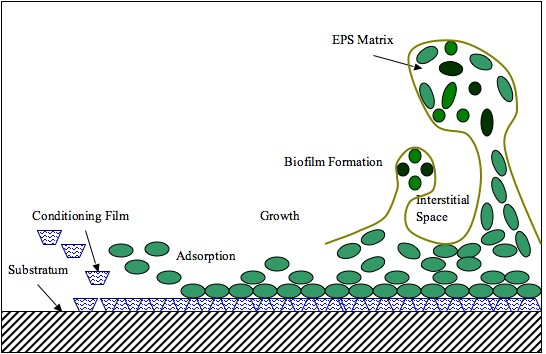
バイオフィルムにおける細胞外高分子物質のマトリックス形成

細胞外高分子物質（さいぼうがいこうぶんしぶっしつ、Extracellular polymeric substances：EPS）とは、微生物が環境へと分泌する高分子である。EPSはバイオフィルムの機能的・構造的に完全な状態を確立する。そして、バイオフィルムの物理化学的特性を決定する基本的な構成要素と考えられている。
EPSは主に多糖類（菌体外多糖）とタンパク質から成り、そのほか、DNAや脂質や腐植物質といった巨大分子も含む。EPSは細菌群衆の生息地の構成材料である。細胞の外表面に付着し続けるか、増殖培地中に分泌されている。これらの化合物は表面でのバイオフィルム形成および細胞接着に重要である。EPSはバイオフィルムの全有機物の50％〜90％を構成する。
菌体外多糖（きんたいがいたとう、エキソポリサッカライド、Exopolysaccharides）とは、微生物によって環境へと分泌され、かつ、糖残基を含む高分子量の重合体である。微生物は、細胞内多糖類や構造多糖類および細胞外多糖または菌体外多糖（EPS）を含む広いスペクトルの多機能多糖類を合成する。菌体外多糖は一般に、単糖類と非炭水化物の置換基（酢酸、ピルビン酸、コハク酸、リン酸など）で構成されている。組成が非常に多様であるため、菌体外多糖は食品業界や医薬品業界の様々な場面で多種多様に用いられている。多くの微生物のEPSは、現在使用されているゴムとほぼ同じ特性を有する。伝統的に使用される植物や藻類のゴムに置き換える計画がある。 また、新規産業的な意義を持つ新たな微生物EPSの発見と開発により著しく進歩している。

## 機能
Lactococcus lactis subsp. cremorisなどの乳酸菌のいくつかの株の菌体外多糖は消化可能であり、発酵乳製品（ビーリなど）にゼラチン状の性質を与える。
莢膜の多糖類は病原性細菌を保護し、それらの病原性を助長することがある。窒素固定細菌と植物の根や土壌粒子との吸着は菌体外多糖によって媒介されることがある。この吸着は、根とその根圏でのコロニー形成や植物への感染において重要である。工業分野での利用例には、パネトーネでのデキストランの利用といった、製パン業界での応用がある。菌体外多糖はまた、歯内での感染症に重要な役割を演じる。

## リスト

Sinorhizobium meliloti由来のサクシノグリカン

- アセタン (Acetobacter xylinum)
- アルギン酸 (Azotobacter vinelandii)
- セルロース (Acetobacter xylinum)
- キトサン (Mucorales spp.)
- カードラン (Alcaligenes faecalis var. myxogenes)
- cyclosophorans (Agrobacterium spp., Rhizobium spp. and Xanthomonas spp.)
- デキストラン (Leuconostoc mesenteroides, Leuconostoc dextranicum and Lactobacillus hilgardii)
- emulsan (Acinetobacter calcoaceticus)
- galactoglucopolysaccharides (Achromobacter spp., Agrobacterium radiobacter, Pseudomonas marginalis, Rhizobium spp. and Zooglea' spp.)
- galactosaminogalactan (Aspergillus spp.)
- ゲランガム (Aureomonas elodea and Sphingomonas paucimobilis)
- glucuronan (Sinorhizobium meliloti)
- N-アセチルグルコサミン (Staphylococcus epidermidis)
- N-アセチルヘパロサン (Escherichia coli)
- ヒアルロン酸 (Streptococcus equi)
- インディカン (Beijerinckia indica)
- ケフィラン (Lactobacillus hilgardii)
- レンチナン (Lentinus elodes)
- レバン (Alcaligenes viscosus, Zymomonas mobilis, Bacillus subtilis)
- プルラン (Aureobasidium pullulans)
- scleroglucan (Sclerotium rolfsii, Sclerotium delfinii and Sclerotium glucanicum)
- schizophyllan (Schizophylum commune)
- stewartan (Pantoea stewartii subsp. stewartii)
- サクシノグリカン (Alcaligenes faecalis var myxogenes, Sinorhizobium meliloti)
- キサンタンガム (Xanthomonas campestris)
- ウェランガム (Alcaligenes spp.)